# Pfarrhaus Broich

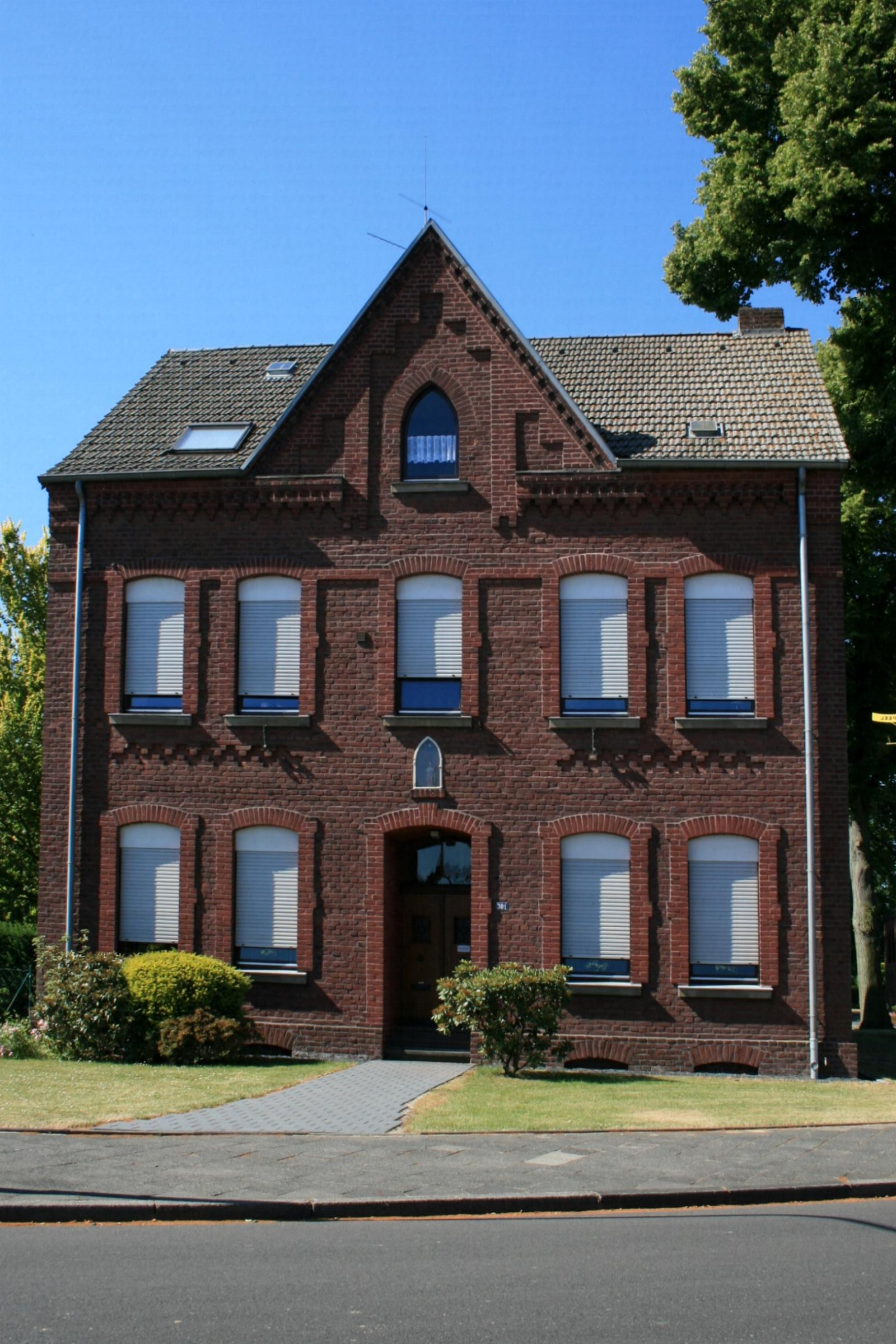
Pfarrhaus (2010)

Das Pfarrhaus Broich steht im Stadtteil Boich in Mönchengladbach (Nordrhein-Westfalen), Rochusstraße 301.
Das Gebäude wurde im 20. Jahrhundert erbaut. Es wurde unter Nr. R 012 am 23. Juni 1992 in die Denkmalliste der Stadt Mönchengladbach eingetragen.

## Lage
Das Pfarrhaus liegt an der Straße von Rheindahlen nach Broich und Peel. 

## Architektur
Es handelt sich um ein fünfachsiges, zweigeschossiges, traufenständiges Backsteinwohnhaus mit Zwerchgiebel über der mittleren Achse und einem Satteldach. Ein Anbau ist eingeschossig. Das Objekt ist mit Vor- und Pfarrgarten aus städtebaulichen architekturhistorischen und ortshistorischen Gründen als Baudenkmal schützenswert.